# Distretto di Lingling
Il distretto di Lingling (零陵区S, Línglíng QūP) è un distretto della Cina, situato nella provincia di Hunan e amministrato dalla prefettura di Yongzhou.